# Klášter svatého Mikuláše (Angers)
Klášter svatého Mikuláše je benediktinský klášter v Angers založený v prosinci 1020. Fundátorem byl hrabě Fulko Nerra, který tak dodržel svůj slib daný v bouři při cestě do Jeruzaléma. Prvotní konvent byl povolán z kláštera Marmoutier a roku 1033 byl vystřídán mnichy ze Saint-Aubin. 10. února 1096 byl kostel vysvěcen papežem Urbanem II.
Opatství vzkvétalo, dostávalo štědré donace, mělo četná převorství a roku 1672 se připojilo ke kongregaci sv. Maura.
 Ke zrušení došlo během Francouzské revoluce a klášterní budovy včetně kostela byly prodány a částečně zničeny.